# Virginia Carter Castleman
Virginia Carter Castleman (ur. 1864, zm. 1937) – amerykańska bibliotekarka, pisarka i poetka.

## Życiorys
Wiadomości o życiu Virginii Carter Castleman są skąpe i trudno dostępne. Urodziła się w miejscowości Herndon w stanie Wirginia w 1864 roku. Jej matka około 1870 roku założyła we własnej rezydencji w Herndon szkołę dla dziewcząt. Jej ojciec był duchownym kościoła episkopalnego. Virginia Carter Castleman ukończyła najpierw Edgeworth Institute w Baltimore, a następnie studium bibliotekarskie na Uniwersytecie Drexela. Po uzyskaniu dyplomu była bibliotekarką na Uniwersytecie Pensylwanii i zajmowała się katalogowaniem książek. Krótko po roku 1904 powróciła do rodzinnej Wirginii. Wraz z siostrami założyła towarzystwo biblioteczne i otworzyła wypożyczalnię w Herndon. Opublikowała wspomnienia Kitty Kitchen, mieszkanki Herndon, której mąż walczył po stronie Unii w Wojnie secesyjnej. Autorka zmarła w Herndon w 1937 roku.

## Twórczość
Virginii Carter Castleman była autorką wielu dzieł, powieści, poezji i książek dla dzieci. Napisała między innymi powieść Roger of Fairfield (1906). Jej głównym i najpopularniejszym dziełem jest poemat Pocahontas, napisany nierymowanym trocheicznym sześciostopowcem. Wybór tej niecodziennej dla poezji anglojęzycznej formy stanowi zapewne nawiązanie do Pieśni o Hajawacie Henry'ego Wadswortha Longfellowa, ułożonej trocheicznym czterostopowcem. Poemat został wydany w 1907 roku, w trzechsetną rocznicę założenia kolonii Jamestown. Kevin J. Hayes krytycznie ocenia kunszt wersyfikatorski autorki, wytykając jej wymuszone przez dążenie do zachowania metrum niezręczności językowe. Niemniej jednak poemat stanowi ważny czynnik w ugruntowaniu legendy Pocahontas.